# 马塞尔·杜尚奖

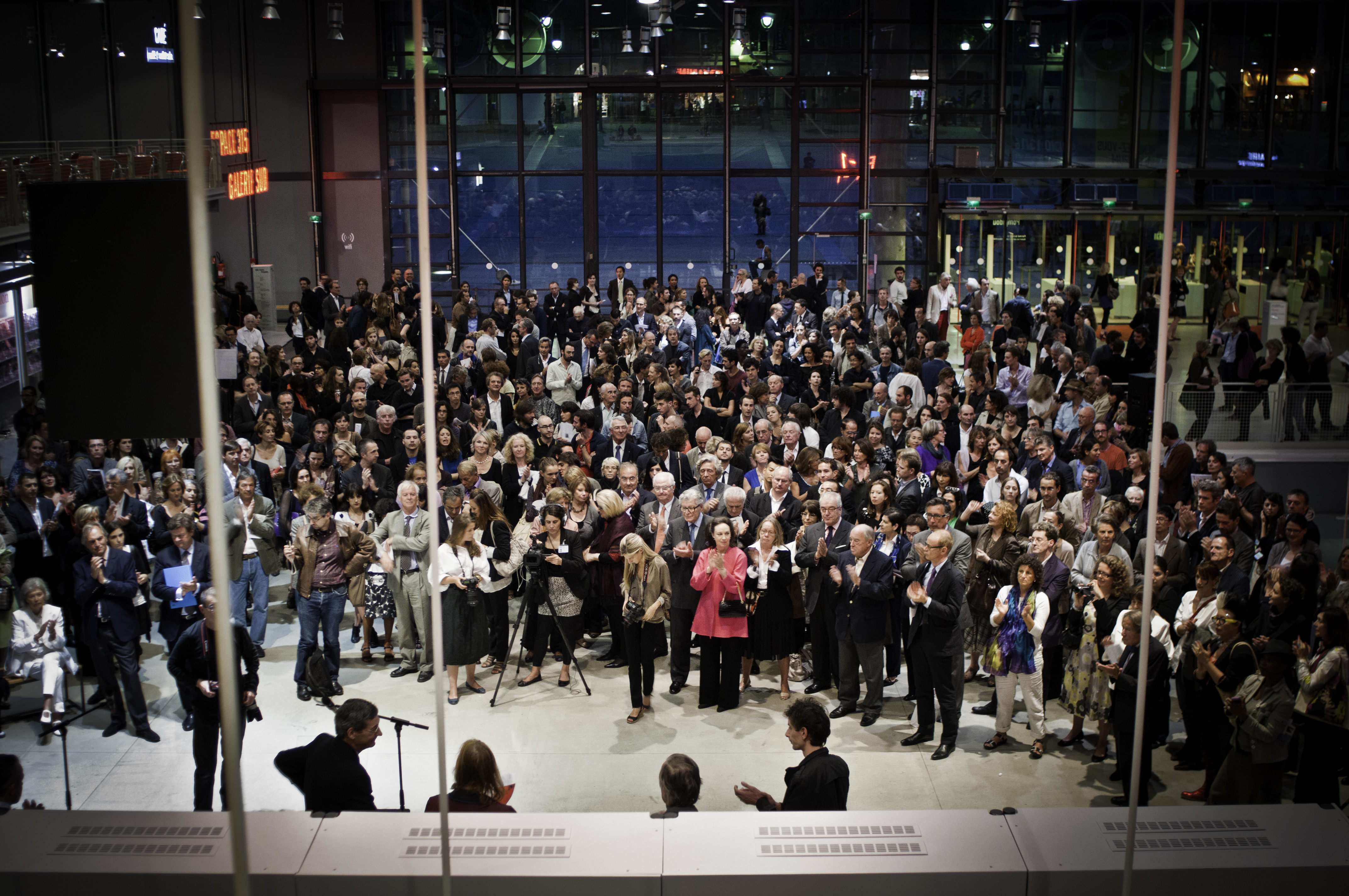
马塞尔·杜尚奖，2009年颁奖典礼，蓬皮杜艺术中心

马塞尔·杜尚奖（法语：Prix Marcel Duchamp；英语：Marcel Duchamp Prize ）是由法国国际艺术传播协会（ADIAF）的当代艺术收藏家倡议创立、颁发给法籍或驻法年轻艺术家的年度奖项。该奖项于2000年创立，至今已有90多位提名艺术家和获奖者。 
杜尚奖以当代艺术先驱马塞尔·杜尚的名字命名，其目的是确认法国艺术家或居住在法国的艺术家的声誉。这些艺术家在造型艺术和视觉艺术方面具有创新精神，并代表了他们这一代人的艺术水平。该奖项被视为法国当代艺术界的风向标。
每年的奖项提名者在乔治·蓬皮杜国家艺术文化中心举办其作品展览。

## 组织
杜尚奖由蓬皮杜中心支持举办，每年的提名艺术家由ADIAF 协会选出，并于每年颁奖典礼上公布最终获奖者。评审团除三位固定成员（ADIAF主席、蓬皮杜馆长、马塞尔·杜尚协会代表）以外，每年更换一次。
尽管杜尚奖基于与蓬皮杜中心的合作关系，但该奖项由私人藏家们发起，而非法国公共机构倡议。在全年ADIAF组织的艺术家工作室及特展等（约80于次）参观活动后，每位ADIAF协会成员有权利提名四位他们认为符合条件的艺术家。然后，由部分ADIAF组成的国际评审团与蓬皮杜中心未来的展览策展人一起，投票选出短名单或人数越来越少的连续名单，直到选出四位最终入围者，最后产生获奖者。评委会主席由蓬皮杜国家现代艺术博物馆馆长担任。
该奖项的奖金总额为 90,000 欧元。
1. 每届大赛都会在蓬皮杜中心为4位提名艺术家举办为期三个月的特别展览；
2. ADIAF每年为奖项出版一本画册，专门介绍4位艺术家和展览；
3. 每届大赛都会组织一次宣布获奖者晚会，汇集法国艺术节主要参与者们如收藏家、专业人士、机构、博物馆和媒体；
4. ADIAF将向获奖者颁发35,000欧元的奖金。
5. 每年组织杜尚奖海外展览。至今已有20于次，涉及50多位奖项提名者和获奖者。如上海民生现代美术馆群展（2019年）[6]、北京红砖美术馆群展（2017年）[7]。

## 历史
20 世纪 90 年代初，法国国际艺术传播协会（ADIAF）成立，主要由国际律师兼艺术品收藏家吉勒-福克斯（Gilles Fuchs）和画廊主丹尼尔-滕普隆（Daniel Templon）创立，旨在帮助推广和传播法国视觉艺术家及其作品。ADIAF 由发起到至今已有近 300 名成员。成员必须是艺术藏家（也有画廊主、艺术经纪人和修复师等业内人士），并对支持法国艺术界感兴趣。
2000年，由ADIAF前主席兼创始人吉勒-福克斯发起，创立马塞尔·杜尚奖，旨在彰显21世纪法国当代艺术界丰富的创造力，并为艺术家的本土及国际事业提供支持。
2015 年之前，最终获奖者在被评选后应邀创作一件原创作品，并在蓬皮杜中心展出两个月，ADIAF 承担制作费用，总额为 4 万欧元。
从 2016 年起，该奖项采用了新的组织方式。每届的四位最终候选人将应邀分别创作原创作品，并在蓬皮杜中心 650 平方米的画廊举办为期三个月的联展。
每年，该奖项将从四位法籍或居住在法国的提名艺术家中选出一位最终获奖者。他们从事的是造型艺术或视觉艺术：装置、录像、绘画、摄影、雕塑、表演等。在马塞尔·杜尚协会（Marcel Duchamp Association）的支持下，表彰法国舞台上最重要的同代艺术家，并鼓励激发创造力的所有新艺术形式。
多年来，马塞尔-杜尚奖已成为法国艺术界名副其实的大使，并通过其展览向 90 多位获奖和提名艺术家致敬。这些展览以独特的视角展现了法国创作活动的活力，为法国当代艺术提供了一个开放的视野。

## 2000 - 2001年度

#### 获奖
- Thomas Hirschhorn

#### 提名
- Pierre Bismuth（1963）
- Rebecca Bournigault（1970）
- Claude Closky (克劳德·克洛斯基)（1963）
- Thomas Hirschhorn（1957）
- Felice Varini（1952）
- Xavier Veilhan（1963）

#### 评审
- Alfred Pacquement, 蓬皮杜艺术中心主席，法国
- Jean-Hubert Martin，艺术宫博物馆（Museum Kunstpalast）馆长，杜塞尔多夫，德国
- Gilles Fuchs，ADIAF主席，收藏家
- Ida Gianelli, 里沃利城堡美术馆（Castle of Rivoli）馆长，都灵，意大利
- Rolf Hoffmann, 收藏家，柏林，德国
- Marin Karmitz，电影制片人，收藏家，法国
- Jacqueline Matisse-Monnier，艺术家，法国

## 2002年度

#### 获奖
- Dominique Gonzalez-Foerster

#### 提名
- Anri Sala（1974）
- Bernard Frize（1954）
- Dominique Gonzalez-Foerster（1965）
- Valérie Jouve（1964）
- Wang Du（王度）（1956）

#### 评审
- Alfred Pacquement，蓬皮杜艺术中心主席，法国
- Gilles Fuchs，ADIAF主席，收藏家
- Christian Bernard, 日内瓦现代和当代艺术博物馆（MAMCO）馆长，瑞士
- Denyse Durand-Ruel，收藏家，法国
- Lorand Hegyi, 艺术史学家, MMKSLW馆长，奥地利
- Raymond Learsy，收藏家，美国
- Jacqueline Matisse-Monnier，艺术家，法国

## 2003年度

#### 获奖
- Mathieu Mercier

#### 提名
- Stéphane Couturier（1957）
- Claude Lévêque（1953）
- Mathieu Mercier（1970）
- Pascal Pinaud（1964）
- Éric Poitevin（1961）

#### 评审
- Alfred Pacquement，蓬皮杜艺术中心主席，法国
- Gilles Fuchs，ADIAF主席，收藏家
- Marie-Claude Beaud， 让大公现代美术馆 （Musée d'art moderne Grand-Duc Jean），卢森堡
- Jorge S. Helft，收藏家，阿根廷
- Hélène Lemoine，收藏家，法国
- Jacqueline Matisse-Monnier，艺术家，法国
- Sir Nicholas Serota，泰特现代美术馆馆长，英国

## 2004年度

#### 获奖
- Carole Benzaken

#### 提名
- Valérie Belin（1964）
- Carole Benzaken（1964）
- Philippe Cognée（1957）
- Richard Fauguet（1963）
- Philippe Ramette（1961）

#### 评审
- Alfred Pacquement，蓬皮杜艺术中心主席，法国
- Gilles Fuchs，ADIAF主席，收藏家
- Francisco Capelo，收藏家，葡萄牙
- Antoine de Galbert，收藏家，法国
- Jacqueline Matisse-Monnier，艺术家，法国
- Dirk Snauwaert，前法国维勒班现代艺术研究所（Institut d'art contemporain Villeurbanne）主理人，比利时
- Harald Szeemann, 策展人, 苏黎世美术馆前馆长，瑞士

## 2005年度

#### 简介
从2005年起，杜尚奖首次于巴黎国际当代艺术博览会FIAC（Foire internationale d'art contemporain）上颁发。由此，FIAC博览会为奖项入围艺术家提供了一个更为广阔的国际化展示平台。

#### 获奖
- Claude Closky (克劳德·克洛斯基)

#### 提名
- Kader Attia（1970）
- Gilles Barbier（1965）
- Olivier Blanckart（1959）
- Claude Closky (克劳德·克洛斯基)（1963）

#### 评审
- Alfred Pacquement，蓬皮杜艺术中心主席，法国
- Gilles Fuchs，ADIAF主席，收藏家
- Maria de Corral，威尼斯双年展主理人
- Anton Herbert，收藏家
- Jacqueline Matisse-Monnie，艺术家
- Hans Ulrich Obrist，策展人
- Alain-Dominique Perrin，国立网球场现代美术馆（Jeu de Pame）馆长，收藏家

## 2006年度

#### 获奖
- Philippe Mayaux

#### 提名
- Adel Abdessemed，(1971）
- Leandro Erlich，(1973）
- Philippe Mayaux（1961）
- Bruno Peinado，(1970）

#### 评审
- Alfred Pacquement，蓬皮杜艺术中心主席，首席评审
- Gilles Fuchs，ADIAF主席，收藏家
- Dr Robert Fleck, 堤坝之门美术馆（Deichtorhallen Hamburg）馆长，德国
- Fabrice Hergott, 斯特拉斯堡美术馆馆长
- Bernard Massini，收藏家
- Jacqueline Matisse-Monnier, 艺术家
- Patricia Sandretto Re Rebaudengo，收藏家

## 2007年度

#### 获奖
- Tatiana Trouvé

#### 提名
- Adam Adach，(1962）
- Pierre Ardouvin，(1955）
- Richard Fauguet，(1963）
- Tatiana Trouvé，(1968）

#### 评审
- Alfred Pacquement，蓬皮杜艺术中心主席，首席评审
- Gilles Fuchs，ADIAF主席，收藏家
- Blake Byrne，收藏家，美国
- Sylvio Perlstein，收藏家，比利时
- Jacqueline Matisse-Monnier，艺术家，法国
- Joëlle Pijaudier, 斯特拉斯堡美术馆主席，法国
- Adam Szymczyk, 巴塞尔美术馆主席，瑞士

## 2008年度

#### 获奖
- Laurent Grasso

提名
- Michel Blazy, (1966)
- Stéphane Calais, (1967)
- Laurent Grasso, (1972)
- Didier Marcel, (1961)

评审
- Alfred Pacquement, 蓬皮杜艺术中心主席，首席评审
- Gilles Fuchs, ADIAF主席，收藏家
- Pierre Darier，收藏家，日内瓦现代和当代艺术博物馆 (MAMCO) 主席，瑞士
- Jacqueline Matisse-Monnier，艺术家，法国
- Julia Peyton-Jones, 蛇形画廊（Serpentine Gallery）主席，英国
- Guy Tosatto, 格勒诺布尔美术馆主席，法国
- Walter Van Haerents, 收藏家，比利时

## 2009年度

#### 获奖
- Saâdane Afif

提名
- Saâdane Afif, (1970)
- Damien Deroubaix, (1972)
- Nicolas Moulin, (1970)
- Philippe Perrot, (1967)

评审
- Alfred Pacquement, 蓬皮杜艺术中心主席，首席评审
- Gilles Fuchs, ADIAF主席，收藏家
- James Cottrell, 收藏家，美国
- Jacqueline Matisse-Monnier, 艺术家，法国
- Dakis Joannou, 收藏家，希腊
- Kasper König, 路德维希博物馆主席, 德国
- Charlotte Laubard, 波尔多CAPC当代艺术美术馆主席，法国

## 2010年度

#### 获奖
- Cyprien Gaillard

提名
- Céleste Boursier-Mougenot, (1961)
- Cyprien Gaillard, (1980)
- Camille Henrot, (1978)
- Anne-Marie Schneider, (1962)

评审
- Alfred Pacquement, 蓬皮杜艺术中心主席，首席评审
- Gilles Fuchs, ADIAF主席，收藏家
- Jacqueline Matisse-Monnier，艺术家，法国
- Nicolas Bourriaud, 策展人、艺术评论人，法国
- Carolyn Christov Bakargiev, 策展人、艺术评论人，卡塞尔文献展艺术总监，美国、意大利
- Rosa de La Cruz, 收藏家，美国
- Toshio Hara, 收藏家，日本

## 2011年度

#### 获奖
- Mircea Cantor

提名
- Damien Cabanes, (1959)
- Mircea Cantor, (1977)
- Guillaume Leblond, (1971)
- Samuel Rousseau, (1971)

评审
- Alfred Pacquement, 蓬皮杜艺术中心主席，首席评审
- Gilles Fuchs, ADIAF主席，收藏家
- Jacqueline Matisse-Monnier，艺术家，法国
- Carolyn Christov Bakargiev, 策展人、艺术评论人，卡塞尔文献展艺术总监，美国、意大利
- Rosa de La Cruz, 收藏家，美国
- Zoë Gray, 策展人，荷兰
- Olympio da Veiga Pereira, 收藏家，巴西

## 2012年度

#### 获奖
- Daniel Dewar & Grégory Gicquel

提名
- Daniel Dewar (1976) & Grégory Gicquel (1975)
- Valérie Favre (1959)
- Bertrand Lamarche (1966)
- Franck Scurti (1965)

评审
- Alfred Pacquement，蓬皮杜艺术中心主席，首席评审
- Gilles Fuchs, ADIAF主席，收藏家
- Jacqueline Matisse-Monnier, 艺术家
- Michel Delfosse, 收藏家
- 南条 史生, 森美术馆主理人，日本
- Beatrix Ruf, Kunsthalle Zürich主理人，瑞士
- Muriel Salem, 收藏家，英国

## 2013年度

#### 获奖
- Latifa Echakhch

提名
- Farah Atassi (1981)
- Latifa Echakhch，(1974)
- Claire Fontaine，(创作团体，2006)
- Raphaël Zarka (1977)

评审
- Alfred Pacquement, 蓬皮杜艺术中心主席，首席评审
- Gilles Fuchs, ADIAF主席，收藏家
- Jacqueline Matisse-Monnier, 艺术家
- Bernhard Mendes Bürgi, 巴塞尔美术馆主席，瑞士
- Giovanni Springmeier, 收藏家，德国
- Poul Erik Tøjner, 路易斯安那现代艺术博物馆主席，丹麦
- Sylvie Winckler, 收藏家，法国

## 2014年度

#### 获奖
- Julien Prévieux

提名
- Evariste Richer (1969)
- Julien Prévieux (1974)
- Théo Mercier (1984)
- Florian (1982) et Michaël Quistrebert (1976)

评审
- Bernard Blistène, 蓬皮杜艺术中心主席
- Gilles Fuchs, ADIAF主席，收藏家
- Jacqueline Matisse-Monnier, 艺术家
- Thierry Raspail, 里昂当代艺术博物馆主席，里昂双年展主理人
- Robert Storr, 独立策展人, 耶鲁大学艺术学院校长
- Anibal Y. Jozami, 收藏家，阿根廷
- Joop N. A. Van Caldenborgh, 收藏家，荷兰

## 2015年度

#### 获奖
- Melik Ohanian

提名
- Davide Balula (1978)
- Neïl Beloufa (1985)
- Melik Ohanian (1969)
- Zineb Sedira (1963)

评审
- Bernard Blistène, 蓬皮杜艺术中心主席
- Gilles Fuchs, ADIAF主席，收藏家
- Jacqueline Matisse-Monnier, artiste (France, États-Unis)
- Didier Grumbach，收藏家，法国
- 侯瀚如, 国立二十一世纪艺术博物馆艺术总监，策展人
- Giuliana Setari-Carusi，收藏家，意大利
- René Zechlin (Allemagne), Wilhelm Hack美术馆主席